# Live Together, Die Alone
"Live Together, Die Alone" er sæsonfinale for anden sæson af den amerikanske tv-serie Lost, og hele seriens 47. afsnit. Det er instrueret af Jack Bender, og manuskriptet er skrevet af Carlton Cuse og Damon Lindelof. Det blev vist første gang på American Broadcasting Company den 24. maj 2006. Afsnittet er opkaldt efter Jack Shephards (Matthew Fox) berømte tale i første sæson, hvor han siger: "If we can't live togehter, we are going to die alone." Indeværende afsnit er desuden første gang, at flashbackfortællingen handler om en person, der ikke var om bord på Oceanic Flight 815.
Narrativet centrerer sig om Desmond Hume (Henry Ian Cusick), hvis ankomst og første på år på øen, følges i flashbacks. Desmond er på øen involveret i opgøret mellem John Locke (Terry O'Quinn) og Mr. Eko (Adewale Akinnuoye-Agbaje), mens Jack, Kate Austen (Evangeline Lilly), James "Sawyer" Ford (Josh Holloway) og Hugo "Hurley" Reyes (Jorge Garcia) følger med Michael Dawsons (Harold Perrineau) gennem junglen, og mod The Others. Noget han gør uden viden om at Sayid Jarrah (Naveen Andrews) har luret at han er kompromitteret af The Others.